# Leigh Richmond Roose
Leigh Richmond Roose (Holt, 27 novembre 1877 – Gueudecourt, 7 ottobre 1916) è stato un calciatore gallese, di ruolo portiere.

## Carriera

### Club

#### Inizi e Stoke City
Si avvicinò al calcio in gioventù, durante il periodo dell'università, giocando con il Aberystwyth Town. Debuttò con il club gallese, nell'ottobre 1895 in un'ampia vittoria senza reti subite contro il Shropshire. Giocò con il club per cinque stagioni vincendo una Coppa del Galles nel 1900 ai danni del Druids, che allora era la più blasonata formazione in Galles.
Forte della fama ottenuta all'Aberystwyth Town,   Leigh si trasferì a Londra, dove giocò nel London Welsh, squadra fondata da ufficiali gallesi dell'esercito britannico allo scopo di "tenere alto il nome del Galles nella metropoli".
Grazie alle prestazioni ottenute con la squadra, sebbene fosse una realtà amatoriale, fu notato dallo Stoke City, che gli propose un contratto: Leigh inizialmente rifiutò per poter terminare gli studi universitari di medicina al King's College Hospital; cambiando poi idea.
Con il club inglese, gioco per tre anni, totalizzando 81 presenze totali e oltre 40 clean sheets. Alla quale vanno aggiunti vari infortuni, che hanno portato il club per tre volta vicino alla retrocessione.

#### Everton e ritorno allo Stoke
Notato dagli osservatori dell'Everton, nella seconda parte della stagione 1904-1905 si unisce ai Toffees, per sostituire l'irlandese Billy Scott reduce da 12 partite con 17 gol subito. Grazie al suo arrivo, l'Everton riuscì a riprendersi raggiungendo la semifinale di FA Cup.
Dopo appena un anno ritorna allo Stoke City, con la quale gioca altre 66 partite.

#### Sunderland e la fine della carriera
Dopo le esperienze con l'Everton e lo Stoke City, si trasferisce al Sunderland dove totalizza 98 presenze tra campionato e coppa. Successivamente la sua carriera raggiunge un rapido declino disputando poche partite, 29 con sette club diversi.

## L'arruolamento militare e la morte
Allo scoppio della prima guerra mondiale si arruolò come volontario: le sue conoscenze di medicina gli garantirono un posto lontano dal fronte, a curare i feriti prima a Rouen, poi a Gallipoli. Tornato a Londra, si arruolò come soldato nel 9º Battaglione dei Royal Fusiliers, e venne spedito in Francia per affrontare la Battaglia della Somme.
Qui si distinse per coraggio e perizia, coprendo i compagni con precisi colpi di fucile e venendo notato per la potenza con cui scagliava le bombe a mano nelle trincee nemiche, evidente retaggio di quando, da portiere, lanciava il pallone dalla propria metà campo fin nel cuore dell’area avversaria.
Nella guerra sul fronte occidentale, Leigh Roose sopravvisse per mesi, ottenendo una medaglia al valore. Morì il 7 ottobre del 1916, dopo quasi sei mesi al fronte, durante un assalto alle trincee tedesche nei pressi di Gueudecourt. Nella furia della battaglia il suo corpo non fu mai ritrovato.

## Palmarès

### Club

#### Competizioni nazionali
- Campionato scozzese: 1

Celtic: 1909-1910